# Грухала, Сильвия
Сильвия Грухала (пол. Sylwia Gruchała; род. 6 ноября 1981 года в Гданьске, Польша) — польская фехтовальщица на рапирах. Неоднократная чемпионка мира и Европы, двукратный призёр Олимпийских игр (2000 и 2004).
Рост — 172 см, вес — 59 кг.

## Достижения

### Командные
Золото:
- Чемпионат мира — 2003;
- Чемпионат мира — 2007.

Серебро
- Чемпионат мира — 1999;
- Чемпионат мира — 2002;
- Чемпионат мира — 2010;
- Летние Олимпийские игры — 2000.

Бронза
- Чемпионат мира — 1998.

### Личные
Серебро
- Чемпионат мира — 2003.

Бронза
- Летние Олимпийские игры — 2004.

### Государственные награды
- Золотой Крест Заслуги в 2000 году;
- Кавалер ордена Возрождения Польши в 2004 году.